# هورنی ولتاویتسه
هورنی ولتاویتسه (به چکی: Horní Vltavice) یک منطقهٔ مسکونی در جمهوری چک است که در ناحیه پراخاتیتسه واقع شده‌است. هورنی ولتاویتسه ۵۸٫۷۹ کیلومتر مربع مساحت و ۳۹۵ نفر جمعیت دارد و ۸۰۵ متر بالاتر از سطح دریا واقع شده‌است.